# لوب قدامی مخچه
لوب قدامی مخچه (به انگلیسی: Anterior Lobe of Cerebellum) بخشی از مخچه است که مسئول میانجی‌گری در حس‌عمقی ناخودآگاه است. ورودی‌های لوب قدامی مخچه عمداً از طناب نخاعی می باشند.
زمانی که شخص بیشتر کالری اش را از الکل بگیرد (الکلیسم مزمن)، ممکن است لوب قدامی به علت سوءتغذیه رو به زوال گذارد. این حالت به نام نشانگان لوب قدامی شناخته شده که موجب خرامش (راه رفتن به صورت خرامیدگی، نوعی روش قدم برداشتن) بی ثبات گونه ای می گردد.
برخی مواقع آن را معادل با "Paleocerebellum" درنظر می گیرند.

## تصاویر بیشتر

پویانمایی. لوب قدامی به رنگ قرمز نشان داده شده است.
پویانمایی از دید نزدیک. لوب قدامی به رنگ قرمز نشان داده شده.
- ویدئوی تشریح (1 دقیقه و 20 ثانیه). در این ویدیو سه لوب مخچه ای نشان داده دشه.